# Гелдарт, Кларенс
Кларенс Гелдарт (англ. Clarence Geldart; 9 июня 1867, Нью-Брансуик, Канада — 13 мая 1935, Калабасас) — американский киноактёр. С 1915 по 1936 годы снялся в 127 фильмах.

## Избранная фильмография
| Год  |   | Русское название     | Оригинальное название   | Роль                     |
| ---- | - | -------------------- | ----------------------- | ------------------------ |
| 1918 | ф | Муж индианки         | The Squaw Man           | стряпчий                 |
| 1919 | ф | Капитан Кидд-младший | Captain Kidd, Jr.       | Дэвид Грейсон            |
| 1920 | ф | —                    | The Tree of Knowledge   | Барон                    |
| 1920 | ф | Ты — мужчина         | Thou Art the Man        | Джордж Браммаж           |
| 1920 | ф | Больной в постели    | Sick Abed               | доктор Маклин            |
| 1920 | ф | Кривые улицы         | Crooked Streets         | Сайлас Грисуолд          |
| 1920 | ф | —                    | The Sins of Rosanne     | Леонард                  |
| 1921 | ф | —                    | All Soul’s Eve          | доктор Сэнди Макаллистер |
| 1921 | ф | —                    | The Hell Diggers        | Силверби Ренни           |
| 1922 | ф | —                    | Rent Free               | граф де Морни            |
| 1923 | ф | Парижанка            | A Woman of Paris        | отец Мари                |
| 1924 | ф | Борющийся американец | The Fighting Adventurer | Кильям Пендлтон          |
| 1924 | ф | —                    | North of 36             | полковник Грисуолд       |
| 1925 | ф | О, Доктор!           | Oh, Doctor!             | доктор Сивер             |
| 1929 | ф | Безобразная ночь     | The Unholy Night        | инспектор Льюис          |
| 1929 | ф | Тринадцатый стул     | The Thirteenth Chair    | комиссар Гримшоу         |
| 1930 | ф | —                    | Road to Paradise        | доктор                   |
| 1934 | ф | —                    | In Love with Life       | Барлоу                   |
| 1935 | ф | Миссисипи            | Mississippi             | менеджер в отеле         |
| 1935 | ф | —                    | Border Vengeance        | Сэм Грисуолд             |